# Keller Márkus
Keller Márkus (Lipcse, 1974. szeptember 4. –) magyar történész, szociológus, habitált egyetemi docens, az MTA doktora, az ELTE TáTK Összehasonlító Történeti Szociológia Tanszékének és a Professzionalizáció-történeti Kutatócsoport (ELTE TÁTK-BTK) vezetője. A Hajnal István Kör – Társadalomtörténeti Egyesület választmányának tagja, a Globalizációtörténeti Kutatócsoport tudományos főmunkatársa. 
Az Eötvös Loránd Tudományegyetem, a Katholische Universität Eichstätt, a berlini Humboldt Universität és az Universität Wien hallgatójaként végezte történelmi, szociológiai és pszichológiai tanulmányait. 2004 és 2007 között a Berliner Kolleg für Vergleichende Geschichte Europas doktorandusza. 2014 és 2016 között Humboldt-Fellow a Center for Metropolitan Studies, Technische Universität Berlin intézetben.
Érdeklődési területe a 19-20. századi társadalomtörténet összehasonlító perspektívában. Kötetei és tanulmányai jelentek meg a professzionalizáció, a lakhatás és az összehasonlító történetírás elmélete témakörében.

## Könyvei
| Könyv címe | Szerző(k)                          | Megjelenés adatai                |
| --- | ---------------------------------- | -------------------------------- |
| Korok, Világképek, Egyházak – 2001 – A Szent Ignác Szakkollégium diákjainak tanulmánya                                                                                 | Keller Márkus – Terdik Szilveszter | Jézus Társasága Alapítvány, 2001 |
| Szemközt a történelemmel | Keller Márkus (szerk.)             | Századvég Kiadó, 2003            |
| A tanárok helye | Keller Márkus                      | L'Harmattan Kiadó, 2010          |
| Korszerű lakás – 1960 – Az óbudai kísérlet | Keller Márkus – Branczik Márta     | Terc Kiadó, 2012                 |
| Indokolt lakásszükséglet: a lakáspolitika az 1950-es években | Keller Márkus                      | ELTE Eötvös Kiadó, 2012          |
| Experten Und Beamte: Die Professionalisierung Der Lehrer Hoherer Schulen in Der Zweiten Halfte Des 19. Jahrhunderts – Ungarn Und Preussen Im Vergleich (német nyelven) | Keller Márkus                      | Harrassowitz Kiadó, 2015         |
| Szocialista lakhatás? – A lakáskérdés az 1950-es években Magyarországon                                                                                                | Keller Márkus                      | L’Harmattan Kiadó, 2018          |

## További információ
- Profilja az elte-hu oldalán
- Profilja a globtort.bibl.u-szeged.hu oldalán
- Publikációi az MTMT adatbázisában